# Magnus Wassén
Magnus Wassén (suec: Sten Magnus Wassén)  (Partille, 1 de setembre de 1920 - Göteborg, 23 de juny de 2014) va ser un regatista suec, vencedor d'una medalla olímpica. Era germà del també regatista Folke Wassén.
El 1952 va prendre part en els Jocs Olímpics d'Estiu de Hèlsinki, on va guanyar la medalla de bronze en la classe de 5,5 metres del programa de vela. A bord del Hojwa, formà tripulació junt a Carl-Erik Ohlson i Folke Wassén.